# Trận Dan no Ura
Trận Dan-no-ura (壇ノ浦の戦い (Đàn Phố chiến) Dan-no-ura no tatakai) là một trận hải chiến lớn trong Chiến tranh Genpei, diễn ra tại Dan-no-ura, trong eo biển Shimonoseki ngoài đầu mút phía Nam đảo Honshū. Ngày 25 tháng 4 năm 1185, hạm đội gia tộc Genji (Minamoto), do Minamoto no Yoshitsune chỉ huy, đánh bại hạm đội gia tộc Heike (Taira), trong cuộc chạm trán kéo dài nửa ngày.
Quân Taira có số lượng ít hơn, nhưng một vài nguồn nói rằng họ có lợi thế so với nhà Minamoto vì hiểu rõ thủy triều trong vùng biển đặc biệt này, cũng như chiến thuật hải chiến nói chung. Nhà Taira chia hạm đội của mình ra làm ba thê đội, trong khi đối thủ của họ tụ hợp thành hạm đội lớn, và cung thủ sẵn sàng. Đầu trận đánh chủ yếu là trao đổi các loạt tên tầm xa, trước khi quân Taira dành thế chủ động, sử dụng thủy triều để giúp họ bao vây thuyền của đối phương. Họ giao chiến với quân Minamoto, và cung thủ từ khoảng cách xa cuối cùng nhường chỗ cho các trận xáp chiến bằng kiếm và dao găm sau khi hải binh xông lên thuyền đối phương. Tuy vậy, thủy triều đổi hướng, và lợi thế lại thuộc về nhà Minamoto.
Một trong những yếu tố quyết định để quân Minamoto thắng trận này là một tướng quân nhà Taira tên là Taguchi Shigeyoshi phản bội, và tiết lộ cho quân Minamoto Thiên hoàng Antoku đang ở trên thuyền nào. Các cung thủ chuyển sự chú ý đến người lái thuyền và tay chèo trên thuyền của Thiên hoàng, cũng như phần còn lại của hạm đội địch, khiến các con thuyền không điều khiển được nữa. Rất nhiều binh lính Taira, thấy trận đánh đã chuyển hướng bất lợi cho mình, trẫm mình xuống biển tự sát để khỏi phải nhìn thấy sự thất bại của gia tộc mình về tay nhà Minamoto. Trong số những người tự sát theo cách này có Thiên hoàng Antoku, và bà ngoại, góa phụ của tộc trưởng cũ Taira no Kiyomori. Đến ngày nay, cua Heike, ở eo biển Shimonoseki vẫn được người Nhật cho rằng đang lưu giữ linh hồn của các chiến binh nhà Taira.
Nhà Taira cố ném các thần khí xuống nước nhưng mới chỉ ném được thanh kiếm và chiếc gương trước khi con thuyền giữ các thần khí bị chiếm giữ. Gương đã được thợ lặn tìm lại; nhiều người nói rằng thanh kiếm đã bị mất đi vào lúc đó, mặc dù về chính thức thì nó đã được tìm lại và được thờ tại đền Atsuta.
Thất bại quyết định của quân Taira đánh dấu chấm hết cho nỗ lực giành quyền kiểm soát nước Nhật. Minamoto Yoritomo, người anh cùng cha khác mẹ của Minamoto Yoshitsune, trở thành Shogun đầu tiên, thiết lập chính quyền quân sự ('bakufu') ở Kamakura.

## Trong văn hóa đại chúng
Năm 1965, trận đánh được tái hiện làm một phần của phim Kwaidan.
Trong seri truyện và truyền hình Cosmos, Carl Sagan tả sơ qua, nhưng ấn tượng về trận đánh này trong chương 2; "One Voice in the Cosmic Fugue". Sagan sau đó sử dụng cua Heike làm ví dụ về sự chọn lọc tự nhiên.
Trong bản làm lại bằng tiếng Nhật của phim mỳ ăn liền phương Tây, Django, Sukiyaki Western: Django, trận đánh này là tâm điểm của âm mưu.